# Оперативное командование «Восток»

Зона ответственности ОК «Восток» на 1 января 2022 года

Оперативное командование «Восток» (ОК «Восток»)(укр. Оперативне командування «Схід») — оперативное объединение сухопутных войск Украины.
Области ответственности: Днепропетровская, Донецкая, Запорожская, Луганская и Харьковская. Штаб командования находится в городе Днепр.

## История

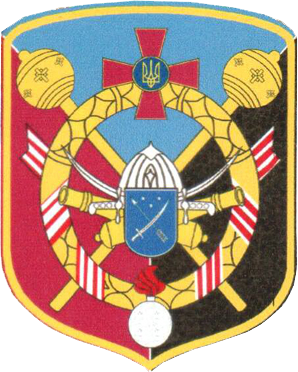
Прежняя эмблема оперативного командования

Образовано в январе 2015 года путём выделения из ОК «Юг» охваченного войной Донбасса и прилегающих областей. С 2022 года театр военных действий на востоке Украины расширился с началом полномасштабного российского вторжения.

### Командование
- генерал-лейтенант Сергей Иванович Наев (2015—2017)[1]
- генерал-лейтенант Александр Фёдорович Красноок (2017—2019)[2]
- генерал-майор генерал-майор Александр Владимирович Нестеренко (2019—2021)[3]
- генерал-майор Олег Михайлович Микац (с 2021)

## Структура

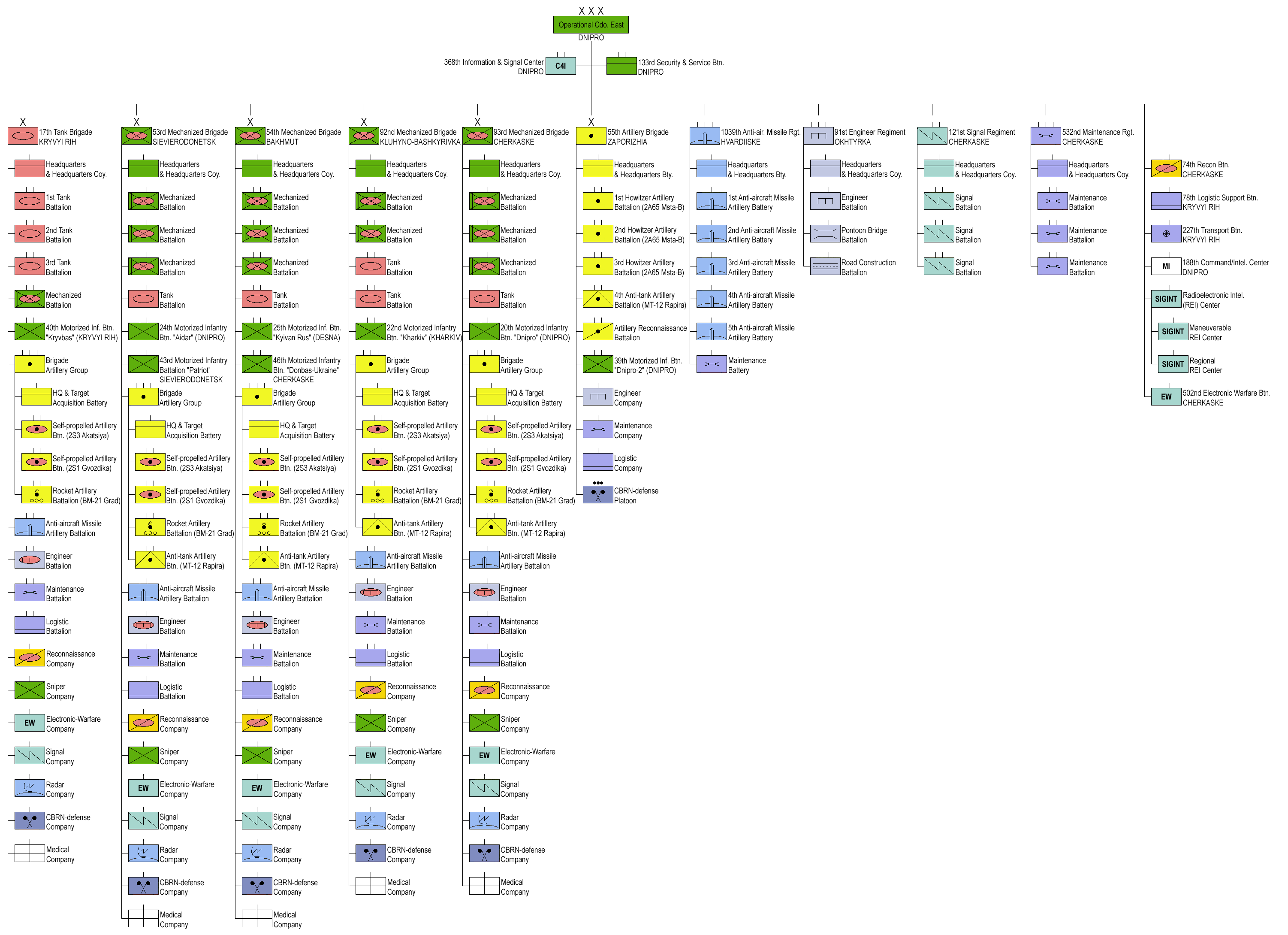
Состав ОК «Восток» на 2017 год

### 2021 год
- управление
- 17-я отдельная танковая бригада (Кривой Рог)
- 53-я отдельная механизированная бригада (Северодонецк)
- 54-я отдельная механизированная бригада (Бахмут)
- 92-я отдельная механизированная бригада (Клугино-Башкировка)
- 93-я отдельная механизированная бригада (Черкасское)
- 55-я отдельная артиллерийская бригада (Запорожье)
- 1039-й зенитный ракетный полк (Гвардейское)
- 121-й отдельный полк связи (Черкасское)
- 91-й отдельный полк оперативного обеспечения (Ахтырка)
- 532-й отдельный ремонтно-восстановительный полк
- 74-й отдельный разведывательный батальон (Черкасское)
- 502-й отдельный батальон радиоэлектронной борьбы
- 78-й отдельный батальон материального обеспечения
- 133-й отдельный батальон охраны и обслуживания
- 227-й отдельный автомобильный батальон
- 8-я группа боевого управления
- 188-й командно-разведывательный центр
- региональный центр радиоэлектронной разведки «Восток»
- 368-й информационно-телекоммуникационный узел
- 102-я расчётно-аналитическая станция
- 218-й объединённый центр обеспечения
- 239-й общевойсковой полигон
- 222-я центральная артиллерийская база боеприпасов
- территориальные центры комплектования и социальной поддержки[4]